# Фиалковский, Андрей Игоревич
Андре́й И́горевич Фиалко́вский (13 сентября 1933 — 16 ноября 1989) — советский дипломат. Чрезвычайный и полномочный посланник 1 класса.

## Биография
Окончил МГИМО МИД СССР (1957), Высшую дипломатическую школу МИД СССР (1970) и курсы усовершенствования руководящих дипломатических кадров при Дипломатической академии МИД СССР (1989). На дипломатической работе с 1957 года.
- В 1957—1961 годах — стажёр, драгоман, атташе Посольства СССР в Индии.
- В 1961 году — атташе Отдела Юго-Восточной Азии МИД СССР.
- В 1961—1964 годах — атташе, третий секретарь Отдела Южной Азии МИД СССР.
- В 1964—1967 годах — третий секретарь, второй секретарь посольства СССР в Индии.
- В 1967—1968 годах — второй секретарь Отдела Южной Азии МИД СССР.
- В 1968—1970 годах — слушатель Высшей дипломатической школы МИД СССР.
- В 1970—1971 годах — первый секретарь Отдела Южной Азии МИД СССР.
- В 1971—1978 годах — первый секретарь, советник Посольства СССР в Индии, эксперт Отдела Южной Азии МИД СССР.
- В 1978—1981 годах — инструктор отдела ЦК КПСС.
- В 1981—1983 годах — эксперт, заместитель заведующего Отделом Южной Азии МИД СССР.
- В 1983—1987 годах — советник-посланник посольства СССР в Индии.
- В 1987—1989 годах — начальник Управления стран Южной Азии МИД СССР.
- С 30 июня 1989 года — чрезвычайный и полномочный посол СССР в Танзании[1].

16 ноября 1989 года погиб в автокатастрофе в Танзании.

## Дипломатический ранг
- Чрезвычайный и полномочный посланник 1 класса (1987).

## Награды
- Почётная грамота Президиума Верховного совета РСФСР (1983).